# Bibio nigriventris
Bibio nigriventris är en tvåvingeart som beskrevs av Alexander Henry Haliday 1833. Bibio nigriventris ingår i släktet Bibio och familjen hårmyggor. Arten är reproducerande i Sverige. Inga underarter finns listade i Catalogue of Life.